# Jiliapan
Jiliapan es una localidad de mexicana; localizada en el municipio de Pacula en el estado de Hidalgo.

## Geografía
Se encuentra en la región geográfica de la Sierra Gorda; a la localidad le corresponden las coordenadas geográficas 20° 58’ 57.135” de latitud norte y 99° 20’ 40.283” de longitud oeste, con una altitud de 1460 m s. n. m. Cuenta con un clima templado subhúmedo con lluvias en verano, más húmedo.
En cuanto a fisiografía se encuentra en la provincia del Eje Neovolcánico, dentro de la subprovincia del Llanuras y Sierras de Querétaro e Hidalgo; su terreno es de sierra. En lo que respecta a la hidrología se encuentra posicionado en la región del Pánuco, dentro de la cuenca y subcuenca del río Moctezuma.

## Demografía
En 2020 registró una población de 1008 personas, lo que corresponde al 21.23 % de la población municipal. De los cuales 484 son hombres y 524 son mujeres.
| Gráfica de evolución demográfica de Jiliapan entre 1910 y 2020 |
|                                                                |
| Población registrada por los censos y conteos del INEGI.       |